# Madjarok
A madjarok egy török nyelvű népcsoport Kazahsztánban, a Torgaj-vidékén. Létszámuk jelenleg 1-2 ezerre tehető.

## Történetük
A madjarok a kazahsztáni Torgaj vidékén élnek. Szűkösen fellelhető írott és íratlan történelmi emlékeik szerint 300-400 évvel ezelőtt telepedtek le a Sarikopa-tó körül. Valószínűleg a délkeleti Karatau régióból érkeztek, amely jelenleg a dél-kazahsztáni Zhambul megyében/tartományban található (Bíró, 2007). A „madjart” mint etnikai csoportot a 16-17. századi közép-ázsiai krónikák említették meg az aral-kaszpi térségben zajló háborúk kapcsán Abul-hair kán oldalán.
Benkő Mihály kutatásai szerint 1847-ben a madjar a harmadik legnagyobb törzs volt a Szarikopa-tó környékén 375 jurtával. Az orosz hódítók elleni küzdelmekben létszámuk megfogyatkozott, és 1866-ban már csak 260 jurta állt. Az első világháború alatt, majd a Szovjetunió megalakulása után is ellenszegültek a hatalomnak, ami tömeges kivégzésüket eredményezte, így a népcsoport létszáma tovább csökkent.
A madjarok jurtákban éltek és nomád-pásztor életmódot folytattak az 1960-as évekig, amikor is a korábbi Szovjetunió megkezdte a kolhozrendszer kiépítését, és a törzseket letelepedésre kényszerítette, állandó baraktelepekre. Jelenleg a városi területektől távol, relatív elszigeteltségben élnek leginkább. A tudományos érdeklődés figyelmébe először 1964-ben kerültek, amikor a kazah nyelvész Seitbek Nurhanov tájékoztatta Tóth Tibort a létezésükről egy almati tudományos konferencián. Egy évvel később Tóth Kazahsztánba utazott, és 1965 áprilisában felkereste a Madjar-törzs feltételezett lakhelyét. Kutatásairól 1966. április 12-én a Magyar Tudományos Akadémián, az antropológiai Témabizottság kibővített ülésén tartott beszámolót, melynek szövegét az MTA Biol. Oszt. Közl. 9. (1966) 283-299. oldalán "Az ősmagyarok mai relictumáról" címmel publikálta.  Azonban az akkori Szovjetunió illetékes hatóságai nem engedélyezték a további tudományos munkát, és ez véget vetett a kutatásnak.
A madjarok törzsi konföderációban élnek az Argün-törzzsel, és mindkét törzs a Középső Hordához (Orta Zsüz) tartozik. A madjarok számának alakulására leginkább az utóbbi néhány évtizedben Torgaj területről történő elvándorlás volt hatással. Az emberek a férfiági leszármazás alapján tagjai a törzsnek. Házasodási szokásaik miatt a madjarok „lokális exogámiában” élnek, ami azt jelenti, hogy egy madjar férfinak tilos madjar nőt elvennie. A Középső Horda más helyi törzseiből választhat csak magának feleséget (leginkább az Argün, Kipchak, Kerei és Najman törzsekből), ahol is ugyanilyen szigorú házasodási szokások élnek, melyek Közép-Ázsia nomád népeinek körében korábban általánosak voltak a beltenyészet elkerülése végett (Bíró, 2007[forrás?]). Ennek következményeképpen, hasonlóan a többi helyi törzshöz, egy madjar férfi feleségének anyai ágon gyakran madjar ősei vannak, és így a helyi törzsek együttesen egy „regionális endogámiában” élnek. A madjar törzs létszáma – a vándorlókat is beleértve – mindössze 2000 fő körül van.

## A madjar név eredete
A magyar népnévhez való hasonlatossága miatt vannak, akik szerint ezzel rokon nyelvileg. A magyarázat nehézsége, hogy a kazak nyelvben a török -dzs- hang -zs- hanggá alakult. Ennek megfelelően egy magyar, madzsar alakból a mai kazak nyelvben a mazsar alakult volna. A madjar (helyesebben madiyar) tehát ettől független alaknak tűnik.
A név arab-perzsa eredettel is megmagyarázható. Ezek szerint egy személynév eredetű nemzetségnévről lenne szó. Aldi-yar Allah barátját követőjét jelenti, Hudi-yar Isten követőjét, a szóban forgó Madi-yar pedig Mohamed próféta, vagy a Mahdi barátját/követőjét jelenti. Az etimológia erőssége, hogy az eredetmítoszban szereplő három testvér nevét hasonló szemantikai alapon magyarázza. A Moham Madaju jól ismert arab név, amelyben egy perzsa elem, a „barát” jelentésű jar található meg. A török nyelvre jellemző az idegen nevek akár egy szótagra való rövidülése is és egy eredeti Moham Madjar („Mohamed barátja” azaz muszlim) válhatott Madjarrá.
Baski elméletét ugyanakkor vannak, akik[pontosabban?] az alábbiakkal cáfolják[forrás?]: 
- Baski "Moham Madjar" szóösszetétele (sem egyéb köztes alakok) a világon sehol nem szerepel a sztyeppén, márpedig ha rövidülésről van szó, akkor – logikusan – illene (az ellenérv gyengéje, hogy Baski nem feltételezi a "Moham Madjar" szóösszetétel létét, viszont példákat hoz a Möḫämmäd’-yаr ~ Möḫämmät’-yаr nevek előfordulására)[forrás?]:
- kazakisztáni kutatók[pontosabban?]: felhívják a figyelmet arra, hogy törzsnevek szó, illetve kifejezések rövidüléséből soha nem alakulnak ki (az ellenérv gyengéje, hogy a Madiyar személynév, személynévből viszont keletkeznek törzs-, nemzetség- és ágazatnevek, vö. Szeldzsuk, Özbeg)[forrás?]:
- genetikai (Y-kromoszómás) vizsgálatok szerint a Madjar törzs legközelebbi rokona a Kárpát-medencébe vándorolt magyarság, amit európai viszonylatban Magyarországon rendkívül ritka G haplocsoporttal próbált Bíró megmagyarázni. (A vizsgálattal kapcsolatos problémákra lásd a szócikk megfelelő részét!)

Vámbéry Ármin szerint a madsar népi és földrajzi névre a mongolok megjelenése előtt, és az után is, a Kaszpi-tengertől északkeletre fekvő országokban élénken emlékeztek, és azon vidék török lakóinak körében különösen jó hangzással bírt. Magyar volt – mondja Vámbéry –, ama kor jelszava, mert különben lehetetlen volna megmagyaráznunk, miképpen juthatott e szó mint tulajdonnév a Dzsingiszidákhoz (Dzsingisz mongol nagykán uralkodócsaládjához), kik közül Sajbán, Dzsingisz dédunokája köztudomásúan a Madsar nevet viselte. Ez csak úgy történhetett – fejtegeti Vámbéry –, hogy fényes diadalok emléke fűződött e névhez.
A torgaji "madjar"-okról Sudár Balázs, a Magyar Tudományos Akadémia Bölcsészettudományi Kutatóközpont, Magyar Őstörténeti Témacsoport tudományos főmunkatársa, történész, turkológus a következőket írja:
"Tóth Tibor antropológus fedezte fel a magyar közönség számára a kazakisztáni torgaji madjarokat. Ők a közelmúltban mint a magyarok rokonai híresültek el hazánkban. A felvetés éppen lehetséges, keleten maradt, magyar nevet viselő néprészek léte a sztyeppei népalakulások ismeretében teljesen logikus volna, és valóban tudunk is ilyenekről. Mindemellett a madjarok történetének feldolgozása eddig nem történt meg. A kapcsolatot jelenleg kizárólag a népnév biztosítja, amely azonban nem biztos, hogy a miénkkel egy tőről fakad: elképzelhetőek más etimológiák is..."
Az 1999-ben Almatiban megjelent kazak értelmező szótár a magyar népnévről
A magyar népnévre vonatkozó szöveg ebben a szótárban a következő:
MADYAR Venger nép régi elnevezése, mazsar
MAZSAR Madijar (Venger) Aranyhorda idejében való elnevezésének egyik változata.

## Társadalomtudományi kutatások
A magyarok jelenlegi földrajzi területén való mintegy 1000 évvel ezelőtti honfoglalását kiterjedten vizsgálták néprajztudósok, nyelvészek és régészek (például: Németh, 1930; Németh és Ligeti, 1943). A magyar nyelv alapjaiban különbözik az Európa legtöbb részén beszélt indo-európai nyelvektől, és (a finnel, lappal, marival, észttel stb. együtt) az uráli nyelvcsaládba tartozik. Gyakran hangzik el az a könnyen cáfolható téves következtetés miszerint a finnugor nyelvek ázsiaiak, míg az indo-európaiak igazi európai nyelvek. Az uráli nyelvekből leszármazó finnugor nyelvek őshazája valószínűleg Északkelet-Európában található. Az Eurázsiai szuperkontinensen indoeurópai nyelvek többsége és beszélőik túlnyomó többsége a szuperkontinens ázsiai felén él (gondoljunk India, Pakisztán és Irán nagy népességeire), míg ezzel szemben a finnugor nyelven beszélők 90% a szuperkontinens európai részén él. A magyar hódítás tizedik századbeli időszakából származó temetőkben talált csontok antropológiai elemzése közép-ázsiai eredetű jelleget mutatott (Tóth, 1965[forrás?]; Éry, 1978[forrás?]; Lipták, 1979[forrás?]). 
A hódító magyarok koponyacsontjainak elemzése alapján, összehasonlítva más kelet-európai népekkel, valamint a Kaukázus, az Ural, Közép-Ázsia és Szibéria népeivel, Tóth az aral-kaszpi térség népeinek bizonyos fokú megjelenését is feltételezte a magyar népességben (Tóth, 1965). Az ezekből a temetőkből előkerült régészeti emlékek (fegyverek, tarsolyok, öv-felszerelések, ruhadíszek) szintén hasonlatosak a Közép- és Belső-Ázsiában találtakhoz (Fodor, 1973, 1995, 2006; Erdélyi, 2004). Magyar régészek és néprajztudósok a hódító magyarok és a különböző közép és belső-ázsiai népek (szkíta, iráni, türk, számos szibériai kultúra) hagyományai között egy sor hasonlóságot tudtak kimutatni (temetkezés, hiedelem-világ, figuratív művészetek) (Dienes, 1975[forrás?]; Fodor, 1982[forrás?]; László, 1997[forrás?]).

## Genetikai kutatások

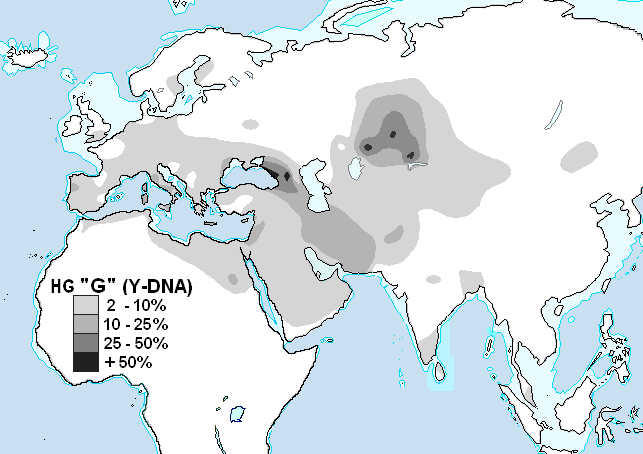
G haplocsoport marker gyakorisága a világon

A Torgaj-vidék a Szovjetunión belül is zárt területnek számított, így kutatásukra nem nyílt mód. Tóth Tibor antropológus, a Természettudományi Múzeum embertani tárának igazgatója 1964-ben eljutott a területre. 2001-ben Benkő Mihály kutatott a területen. 2006-ban Bíró András Zsolt (Magyar-Turán Alapítvány elnöke) végzett genetikai kutatásokat. Bíró András Zsolt az ún. "G" Y-haplocsoportal próbálta megmagyarázni az általa vélt hasonlóságot ami Magyarországon ugyan jelen van, azonban aránya nem annyira jelentős. Dreisziger Nándor Genetic Research and Hungarian “Deep Ancestry” cikkében felhívja a figyelmet, hogy Bíró András Zsolt érvelése önellentmondásokba súlyos logikai és érvelési hibákba ütközik. Bíró véleménye szerint a madijarok (akik átkeresztelt madjarokra) nagyon távol állnak genetikailag a környező népektől, de a magyaroktól is nagyon távol állnak genetikailag, tehát ezért valószínű hogy a magyarok rokonai. A G haplocsoport legmagasabb aránya Európán belül Németországban, azon belül pedig Bajorországban található, de szinte az összes Dél-európai országban sokkal magasabb az aránya mint hazánkban, különösen Itáliával és Spanyolországgal összehasonlítva. A népcsoport férfi tagjaitól szájnyálkahártya-kaparék mintákat vettek, mely alapján Y-kromoszóma-vizsgálatot hajtottak végre a Budapesti Orvosszakértői Intézet DNS-laboratóriumában. A mintákat 39 Közép-ázsiai nemzetiségéivel összehasonlítva a genetikai távolságszámítás módszere alapján a magyarokéhoz állt a legközelebb.
A ’madjar’ egy korábban nem tanulmányozott kazahsztáni népcsoport, mely „lokális exogámiában” él: feleségeiket a szomszédos törzsekből szerzik, míg a nők a szomszédos törzsekbe házasodnak, tehát a férfiági leszármazási vonalak genetikailag érintetlenek maradnak a populáción belül. Nevük feltűnő hasonlatosságot mutat a ’magyar’-hoz, akik több mint ezer éve benépesítették ugyan Magyarországot, mégis az azt megelőző történelmükről keveset tudunk. Ezért Bíróék genetikai vizsgálatot végeztek a madjar populáció struktúráját és rokoni kapcsolatrendszerét illetően, különös tekintettel arra, hogy van-e genetikai kapcsolatuk a magyarokkal. Az érintetlenségük miatt a férfiági leszármazási vonalakat vizsgálták: a kazahsztáni Torgaj vidékén létező minden férfiági leszármazási vonalból olyan férfiakat választottak ki, akik legalább 8 generáció óta nincsenek rokoni kapcsolatban egymással (n = 45). A madjarok a jelentős genetikai sodródás egyértelmű bizonyítékát mutatták azáltal, hogy a vizsgált 45 személyből 24 ugyanazt a 12-STR haplotípust hordozta a G-haplocsoporton belül. 37 másik népcsoporttal összehasonlítva, a haplocsoportok gyakorisága alapján felállított
genetikai távolságok azt mutatták, hogy a madjarok genetikailag a magyarokhoz állnak a legközelebb, a földrajzilag körülöttük elhelyezkedő népekhez képest is. Habár ez az eredmény a véletlen műve is lehet, mégis meglepő, és arra is utalhat, hogy genetikai kapcsolat lehetett a madjarok és a magyarok ősei között, és így a mai magyarok az eredetüket inkább Közép-Ázsiába, mintsem a kelet-uráli térségbe vezethetik vissza.
A ’madjarok’ és a ’magyarok’ közös neve felveti a kérdést, vajon a mai magyar és a kazahsztáni madjar nép között van-e közvetlen kapcsolat vagy genetikai rokonság. Az esetleges kapcsolat kiderítésére a két nép összehasonlító genetikai vizsgálatát végezték el, kiegészítve Európa és Ázsia más népeinek vizsgálatával. Egy ilyen vizsgálatban, a madjar férfiak házasodásai szokásai miatt, akik hitvesüket ugyan más törzsből, de ugyanabból a hordából (zsüz) választják, csak a férfi-specifikus leszármazási vonalak (Y-kromoszómához kötött markerek, mint például az Y-STR-ek és Y-SNP-k) használhatók. Bár a magyar és néhány kazah nép esetében az Y-STR-ek és Y-SNP-k vizsgálatát már korábban elvégezték, a madjarok esetében ez még nem történt meg (Zerjal, 2002[forrás?]; Völgyi, 2008[forrás?]). Az Y-kromoszómát – azon kívül, hogy csak férfiakra jellemző – két további tulajdonsága különösen alkalmassá teszi az ilyen jellegű vizsgálatokra. Először is, szülőről utódra (apáról fiúra) száll anélkül, hogy érvényesülne a rekombináció „összekeverő” hatása, ami az autoszómás (=testi kromoszómás) haplotípusok esetében „összezavarja” a hordozott információt. Ez a jelenség lehetővé teszi, hogy az evolúciót, az emberi történelmet, a vándorlást és a különböző korokbeli stabil haplotípusok/haplocsoportok széles körű változatosságának megtartását a tiszta, lépésről lépésre történő mutációs folyamattal kapcsoljuk össze. Másodszor, az Y-kromoszóma variációira nagyon specifikus földrajzi mintázat jellemző: egy populáción belül a genetikai változatossága gyakran kisebb, mint más markereké, míg az egyes populációk között a változatossága nagyobb, mint más markerek esetében (Seielstad, 1998[forrás?]). Így az Y-kromoszóma hathatós eszközt jelent a genetikusoknak és antropológusoknak a történelmi és demográfiai kutatásokban.
Genetikai vizsgálatuk a mai magyarok esetében a környező népekhez való hasonlóságot mutatta ki, míg más uráli-nyelvcsaládbeli vagy ázsiai populáció irányába nem talált kapcsolatot (Semino, 2000[forrás?]).
A madjar nép haplotípusainak gyakorisága megmagyarázza azt az ellentétet, hogy miért olyan nagy a genetikai távolság a madjar és más népek között, és kis mértékben, de választ ad arra, hogy mely népek képezik legközelebbi rokonait.
Egyes feltételezések szerint a G haplocsoport a Közép-Keleten alakult ki, Cinnioglu (2004)[forrás?] szerint 9500 évvel ezelőtt, Semino (2000)[forrás?] szerint 17 000 évvel ezelőtt: mindkét esetben sokkal korábban, mint a jelen cikkben szereplő események. Összefoglalva tehát, tökéletes egyezés mutatkozik a genetikai eredmények és a kisméretű, izolált férfi populációtól elvárható tulajdonságok között, de az extrém mértékű genetikai sodródás nehézzé teszi az eredmények összehasonlítását más népekkel, és csökkenti a megbízhatóságát annak, hogy valós betekintést nyerhessünk a múltbeli demográfiai folyamatokba.
Bíró András Zsolt az ún. "G" Y-haplocsoportal próbálta megmagyarázni az általa vélt hasonlóságot ami Magyarországon ugyan jelen van, azonban aránya jelentéktelen (3% körüli). A G haplocsoport egyik legmagasabb aránya Europán belül Németországban, azon belül pedig Bajorországban található, de szinte az összes dél-Európai országban sokkal magasabb az aránya mint hazánkban (8% - 11% között).
Mindezen korlátozó tényezők ellenére meglepő megfigyelés, hogy a madjar néphez genetikailag a magyar nép bizonyult a legközelebbinek. Nem derül ki azonban a közlésekből, hogy a magyarok esetében pontosan kiktől vettek mintát. Ki minősült magyarnak. Az is probléma, hogy 109 mintából 40 valahány apai vonalat azonosítottak, ami hozzáértők szerint soknak tűnik.
A fő probléma Bíróék vizsgálatával mégis az, hogy mai magyarok genetikai anyagát hasonlítja össze mai madiyarok genetikai anyagával. Az pedig a korábbi fizikai antropológiai vizsgálatok és az újabb genetikai vizsgálatok alapján bizonyos, hogy a mai magyarság nem elsősorban a honfoglaló magyarság leszármazottja. Másként fogalmazva: a mai magyarság etnogenezisében szerepet játszott a Kárpát-medence 9-10. századi népessége, és az azóta eltelt 1000 év alatti migrációkban részt vevő népesség, ami természetesen nyomot hagyott a mai magyarság genetikai összetételében. Az pedig történeti és nyelvészeti adatokból világos, hogy a 10-13. század során számos török nyelvű népcsoport költözött be a Kárpát-medencébe, közöttük a mai kipcsak nyelvekkel - tehát többek között a kazakkal - rokon besenyők és kunok. Ezek vándorlásuk során érintették a mai Kazahsztán területét. Tehát bármely genetikai kapcsolat a mai magyarság és a mai kazak lakosság között jól magyarázható ezeknek a középkori migránscsoportoknak az érkezésével.